# ورکلا (چالوس)
ورکلا، روستایی است از توابع بخش مرزن‌آباد شهرستان چالوس در استان مازندران ایران.

## جمعیت
این روستا در دهستان کوهستان (چالوس) قرار دارد و براساس سرشماری مرکز آمار ایران در سال ۱۳۸۵، جمعیت آن ۲۱ نفر (۵خانوار) بوده‌است.  مردم ورکلا از قومیت طبری هستند. مردم ورکلا به زبان طبری با گویش چالوسی سخن می‌گویند.

## جستار های وابسته
- شهرستان چالوس